# Claytonia ogilviensis
Claytonia ogilviensis är en källörtsväxtart som beskrevs av Mcneill. Claytonia ogilviensis ingår i släktet vårskönor, och familjen källörtsväxter. Inga underarter finns listade i Catalogue of Life.